# Pandemia de COVID-19 na Nova Zelândia
O primeiro caso de coronavírus na Nova Zelândia foi relatado em 28 de fevereiro de 2020. Um total de 20 casos foram confirmados em 18 de março de 2020, junto com outros dois casos prováveis que se recuperaram antes de serem testados. Ocorreram casos nas regiões Auckland, Wellington e Waikato nas regiões Ilha Norte e na Canterbury, Otago e Southland das regiões Ilha Sul.
Em 21 de março, o governo neozelandês adotou as primeiras medidas para combater a COVID-19. Quatro dias depois, um lockdown nacional foi implementado. As medidas restritivas para frear o coronavírus permaneceram em vigor por quase um mês. Em meados de maio, quase todas as medidas tomadas pelo governo foram encerradas e as restrições na vida dos cidadãos aliviadas em definitivo. Em 8 de junho, autoridades neozelandesas anunciaram que todas as medidas e restrições restantes tomadas contra a COVID-19 foram suspensas. O governo do país, em especial sua primeira-ministra, Jacinda Ardern, foi elogiado pelas medidas tomadas, que reduziram o risco a população de uma pandemia generalizada pelo país.
Em outubro de 2021, o Governo da Nova Zelândia reconheceu publicamente que está a abandonar a sua estratégia de eliminação total do coronavírus, o que lhe valeu o reconhecimento como o país mais bem-sucedido na luta contra a pandemia, com apenas 4.352 infeções e 27 mortes até setembro de 2021.
Contudo, as autoridades não conseguiram controlar o surto que afetou a cidade de Auckland em agosto de 2021, o pior desde o início da pandemia com 1.314 infeções, apesar do confinamento rigoroso que está em vigor.

## Cronologia

### Março
- 23 de março: É decretada a suspensão de negócios e atividades públicas não essenciais, como escolas, restaurantes e eventos esportivos.[3]
- 25 de março: 
  - A Nova Zelândia declara estado de emergência, quando o país se prepara para entrar em confinamento obrigatório, após registrar 205 casos de infecção.[4]
  - Os cidadãos de regresso ao país, que mostrem sintomas de COVID-19, ficarão em isolamento em instalações designadas pelas autoridades.[4]
- 29 de março: A Nova Zelândia registrou a primeira morte pelo novo coronavírus, que causa a COVID-19. Segundo o ministro da Saúde da Nova Zelândia, Ashley Bloomfield, a vítima é uma mulher de mais de 70 anos que foi internada, a princípio, por conta de uma gripe, mas teve complicações devido a uma doença crônica.[3]

### Abril
- 9 de abril: A Nova Zelândia possui 992 casos confirmados e 1 morte.[5]
- 13 de abril: A Nova Zelândia possui 1.349 casos confirmados e cinco mortes.
- 20 de abril: A Nova Zelândia possui 1.440 mil casos confirmados da covid-19 e apenas 12 mortes, segundo a Universidade Johns Hopkins.[6]